# Дунгуан
Дунгуан (на китайски: 东莞) е китайски град, столица на провинцията Гуандун.
Разположен е върху 2465 km² и към 2010 г. се населява от 8 220 207 жители. Простира се е по поречието на Pearl River Delta (на китайски: 珠江三角洲).
Цветето символ на града е Yulan magnolia.
Известният производител на смартфони Oppo Mobile е базиран в Дунгуан.